# 朝馬路

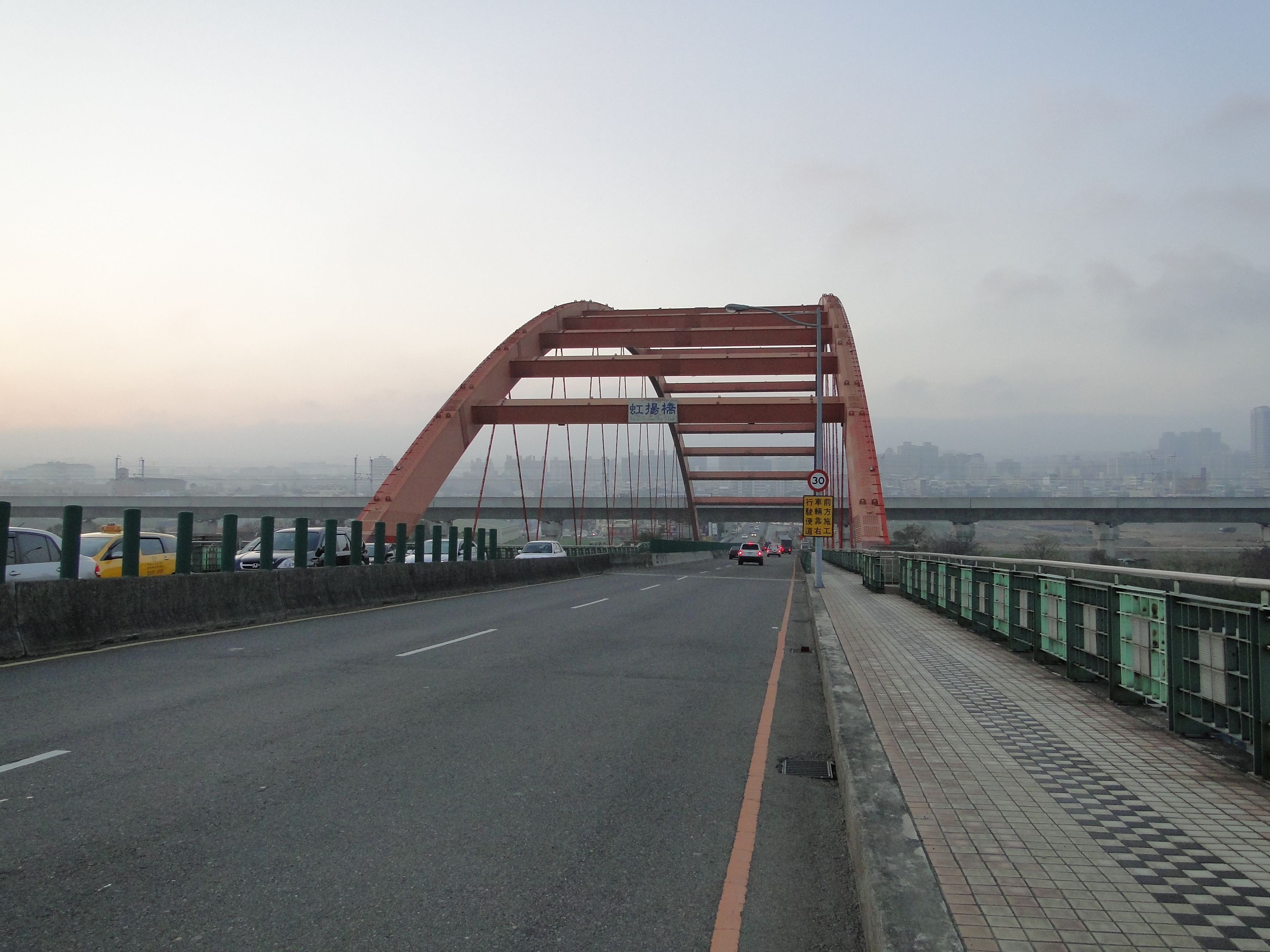
朝馬路上的虹揚橋

朝馬路為臺灣臺中市的重要道路之一。全線皆位於西屯區境內，呈東西向，不分段。東起朝富路，西銜接天保街。全線配置雙向四車道，而虹揚橋上則有中央分隔島及防眩光板的設置。朝馬路亦是臺中市區連接台中工業區的重要道路。

## 興建背景
由於台中港路（今臺灣大道）承接台中交流道及環中路之車流之故，已屆運量飽和，再加上來往台中工業區一帶的車流又日益增多，臺中市政府乃決議另闢建道路來聯絡筏子溪兩岸的交通。其中有「市政路延伸計畫」及「二十四號道路開闢工程」等。後者即是在台中交流道南側興建一座跨越橋，以舒緩鄰近之東海橋車流。
二十四號道路開闢工程，計畫起自台中市足球場旁，與環中路交會後，跨越中山高速公路及筏子溪，從台灣高鐵之高架路線下方鑽過，再銜接縣道127號安和路。配置雙向四車道，橋樑段部分並設置分隔島以及防眩光板。其中跨越筏子溪的部分興建了一座178公尺長的紅色下承式拱橋，即為虹揚橋。
完工後的朝馬路大大舒緩了臺灣大道的車流。虹揚橋美觀的紅色拱橋橋體，與北邊不遠處福科路上藍色的福安橋互相輝映，成為台中市另一新地標。

## 本道路客運
臺中市公車
| 編號  | 業者       | 路線                           | 行駛區間           | 備註                                               |
| ----- | ---------- | ------------------------------ | ------------------ | -------------------------------------------------- |
| 49    | 台中客運   | 老虎城－台中工業區             | 朝富路－安和路     | 週六、日、國定例假日及寒暑假停駛。                 |
| 74    | 中鹿客運   | 太平國小－嶺東科技大學         | 環中路二段－朝富路 | 經74號快速道路、潭子火車站、新烏日火車站、彩虹眷村 |
| 155副 | 中台灣客運 | 高鐵臺中站－麗寶樂園           | 台74線－安和路     | 經中港轉運站、泰安服務區                           |
| 160   | 和欣客運   | 高鐵臺中站－僑光科技大學       | 朝富路－黎明路     |                                                    |
| 356   | 捷順交通   | 國安社區（宜寧中學）－大慶車站 | 安和路－黎明路     |                                                    |

## 沿線設施
（由東到西）
| |  |
| - 秋紅谷廣場 朝富路 - 統聯客運朝馬站 - 和欣客運朝馬站 潮洋溪 黎明路二段 - 台中市足球場 環中路三段 西屯二交流道 虹揚橋 國道一號（中山高速公路） 筏子溪 台灣高鐵 - 安和自辦重劃區 安和路 天保街 |  |